# Силики, Драго
Драго Силики (алб. Drago Siliqi; 1930 ― 1963) ― албанский поэт, литературный критик и издатель.

## Биография
Драго Силики родился 9 июня 1930 года в Тиране, Албания. Племянник активиста албанского национального возрождения и поэта Ристо Силики, в 1944 году Драго стал скаутом, а затем и партизаном Национального освободительного движения.
Впервые опубликовал сборник стихов в 15 лет. После войны отправился в СССР, где окончил Литературный институт имени Максима Горького в Москве. Затем вернулся в Албанию и работал редактором, а затем и директором издательства Naim Frashëri.
Находясь на посту директора издательства (1957―1963), Силики не только помогал развиваться молодым поэтам и писателям, таким как Исмаил Кадаре и Фатос Арапи, но и всячески способствовал переводу литературы с иностранных языков. Резкое увеличение количества переводов произошло в основном благодаря сотрудничеству Силики с лучшими албанскими переводчиков, такими как Димитёр Паско, Ласгуш Порадеци и Скёндер Чачи. Большинство переводчиков сами ранее были писателями, которые, впрочем, отошли от этой деятельности. Силики Драго также был литературным критиком и написал статьи, посвящённые всем наиболее известным албанским авторам послевоенного периода, таким как Дритеро Аголы, Фатос Арапи, Петро Марко, Димитёр Шутерики, Фатмир Гьята и Камил Букшели. Он также помогал Исмаилу Кадаре с написанием его романа «Генерал мёртвой армии», а затем и дополнением текста.
Силики погиб 13 июля 1963 года, когда самолёт Ту-104 Аэрофлота, на котором он летел из Китая в Албанию, потерпел крушение в районе Иркутска. В результате крушения погибли 33 пассажира и экипаж корабля, в том числе шестеро других албанцев.

## Сочинения
- Antologjia e poezisë ruso-sovjetike, Tiranë, Naim Frashëri, 1959.
- Albanian: Këngë e re për dashurinë e vjetër (Poemë), Tiranë, Naim Frashëri, 1960.
- Zgjimi i pranveres :vjersha për fëmijët e moshës së rritur shkollore. Tirana, Naim Frashëri, 1965.
- Kur zemra flet : poezi të zgjedhura. Tiranë, SHA Kartografike, 2000.
- Albanian: Në kërkim të së resë: (artikuj e studime letrare), Tiranë, SHA Kartografike, 2000.